# Lijst van rijksmonumenten in Terneuzen (plaats)
De plaats Terneuzen telt 8 inschrijvingen in het rijksmonumentenregister. Hieronder een overzicht.
| Object                                 | Oorspronkelijke functie?  | Bouwjaar | Architect        | Locatie        | Coördinaten?                  | Nr.?   | Afbeelding                |
| -------------------------------------- | ------------------------- | -------- | ---------------- | -------------- | ----------------------------- | ------ | ------------------------- |
| Zorg en genot: woonhuis                | Woonhuis                  | 1898     |                  | Waterhyacint 8 | 51° 19' 23" NB, 3° 51' 44" OL | 508118 | Meer afbeeldingen         |
| Zorg en genot: driebeukige schuur      | Boerderij                 | 1898     |                  | Waterhyacint 8 | 51° 19' 23" NB, 3° 51' 44" OL | 508119 | Meer afbeeldingen         |
| Zorg en genot: varkensstal             | Boerderij                 | 1898     |                  | Waterhyacint 8 | 51° 19' 23" NB, 3° 51' 44" OL | 508121 | Meer afbeeldingen         |
| Zorg en genot: toegangshek tot het erf | Erfscheiding              | 1900     |                  | Waterhyacint 8 | 51° 19' 23" NB, 3° 51' 44" OL | 508122 | Upload foto               |
| Bankgebouw voor "De Nationale Bank"`   | Handel en kantoor         | ca. 1920 |                  | Nieuwstraat 2  | 51° 20' 16" NB, 3° 49' 33" OL | 508129 | Meer afbeeldingen         |
| Bomvrije arsenaal                      | Militair bomvrij arsenaal | 1848     |                  | Nieuwstraat 27 | 51° 20' 19" NB, 3° 49' 29" OL | 508130 | Meer afbeeldingen         |
| Post- en telegraafkantoor              | Post- en telegraafkantoor | 1900     | Daniël Knuttel   | Nieuwstraat 64 | 51° 20' 20" NB, 3° 49' 25" OL | 508132 | Post- en telegraafkantoor |
| Onderdeel Muraltmuur                   | Waterkering en -doorlaat  | 1906     | R.R.L. de Muralt | Lovenweg bij 2 | 51° 19' 50" NB, 3° 45' 34" OL | 508133 | Upload foto               |